# Antemnates

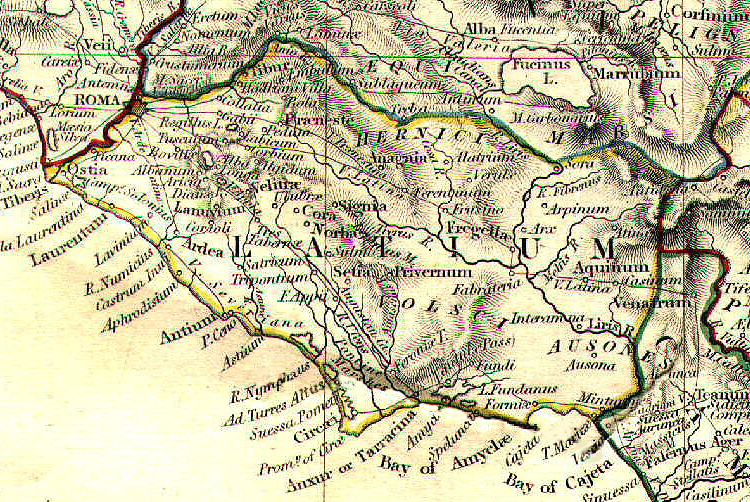
Le Latium vetus avec les cités de Caenina, d'Antemnae, de Crustumerium, de Médullia, de Fidènes et de Véies, premières rivales de la Rome de Romulus.

Les Antemnates étaient, selon la tradition historiographique antique, un peuple pré-romain de l'Italie près de Rome.

## Histoire
Les Antemnates étaient peut-être d'origine sabine comme semble l'indiquer Plutarque. Leur capitale était le village de Antemnae (du latin: ante amnem), positionné à la confluence du Tibre et de l'Aniene. Le village est inclus par Pline l'Ancien dans sa liste de cités disparues. Certaines inscriptions montrent que l'emplacement actuel de la cité s'élève  dans la zone du quartier Colli Aniene.
Ils furent annexés vers 752-751 av. J.-C. par les Romains, après la victoire de Romulus, le premier roi de Rome,. Leur ville fut prise d'assaut et occupée par Romulus, ce qui le conduit à célébrer une seconde ovatio. Les Fasti triumphales rapportent:

« Romulus, fils de Mars, roi, a triomphé pour la deuxième fois des habitants d'Antemnae (les Antemnates), aux calendes de Mars (1er Mars).. Fasti triumphales, 2 années après la fondation de Rome. »